# Georges de Chypre
Georges de Chypre (en grec : Γεώργιος Κύπρου) né le 25 mai 1949 sous le nom de Georges Papachrysostomou à Athiénou est le métropolite du diocèse de Paphos depuis 2006 et, à partir du 7 novembre 2022, le locum tenens de l'Église de Chypre,. Le 24 décembre 2022, il est élu Archevêque de Chypre.

## Biographie
Georges naît à Athiénou en 1949, un village de Chypre. Il étudie la chimie à l'Université capodistrienne d'Athènes entre 1968 et 1972, puis il y suit des cours de théologie entre 1976 et 1980. Le 23 décembre 1984, il est ordonné diacre dans l'Église de Chypre et en 1985, prêtre et archimandrite des mains de l'archevêque Chrysostome Ier de Chypre.
En 1994, il devient Secrétaire du Saint-Synode de l'Église de Chypre. Parallèlement à ses fonctions ecclésiastiques, il exerce les fonctions de professeur de chimie dans les lycées chypriotes. Il est arrêté et violenté par les troupes d'occupation turques à Chypre et dépose un recours en 1989 contre la Turquie à la Cour européenne des droits de l'homme (n° 15300/891) qui se solde par la première condamnation de la Turquie (507/3.2.94) pour atteinte aux droits de l'homme à Chypre,.
En 1996, il est élu chorévêque d'Arsinois puis évêque un mois plus tard. Le 29 décembre 2006, il est élu à l'unanimité pour remplacer Chrysostome II de Chypre en tant que métropolite de Paphos. Il devient entretemps dirigeant des affaires œcuméniques de l'Église de Chypre ainsi que dirigeant de son comité de bioéthique.
Le 7 novembre 2022, à la suite du décès de Chrysostome II de Chypre, il devient locum tenens de l'Église de Chypre dans l'attente de l'élection épiscopale qui déterminera le prochain archevêque. Il annonce la mort de l'archevêque à la télévision chypriote et grecque et appelle tous les fidèles à prêter un dernier hommage à la dépouille du défunt archevêque. 
Chrysostome II est enterré le 12 novembre 2022 dans la cathédrale de l'apôtre Barnabé à Nicosie, où sont inhumés les archevêques de Chypre. La cérémonie est présidée par Georges de Paphos et y participent, entre autres, Bartholomée Ier, le patriarche d'Alexandrie, l'archevêque de Grèce et la présidente de la Grèce.
Il est chargé d'organiser la bonne tenue des élections archiépiscopales chypriotes de 2022. Le 24 décembre 2022, il est élu Archevêque de Chypre.